# سلمان‌کندی
سلمان‌کندی یکی از روستاهای استان آذربایجان شرقی است که در دهستان قرانقو آتشبیگ بخش نظرکهریزی شهرستان هشترود واقع شده‌است.